# Samuel Piasecký
Samuel Piasecký (né le 31 octobre 1984 à Košice) est un gymnaste artistique slovaque.